# Microdon venosus
Microdon venosus är en tvåvingeart som först beskrevs av Walker 1865.  Microdon venosus ingår i släktet myrblomflugor, och familjen blomflugor. Inga underarter finns listade i Catalogue of Life.